# Clara-Villerach
Clara-Villerach, in precedenza Clara, (in catalano Clarà i Villerac) è un comune francese di 246 abitanti situato nel dipartimento dei Pirenei Orientali nella regione dell'Occitania.

## Geografia fisica

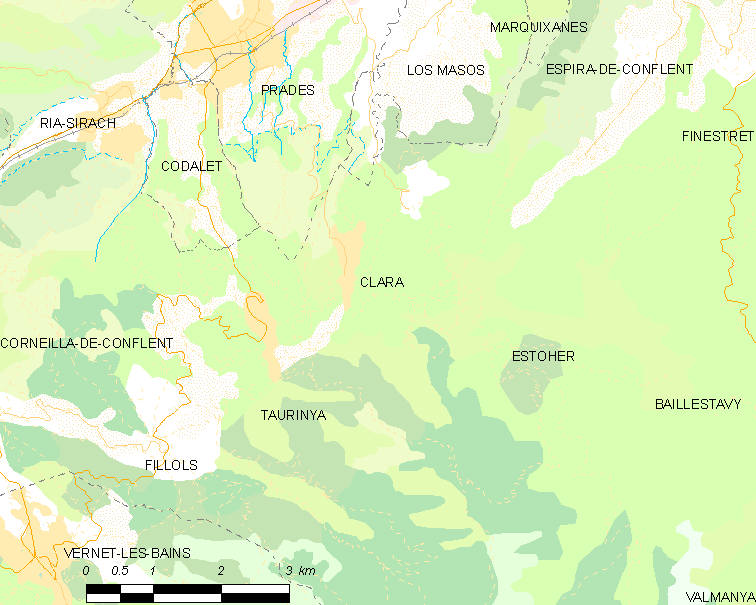
Situazione di Clara-Villerach

## Società

### Evoluzione demografica
Abitanti censiti